# Carlo Gatto
Carlo Gatto (Trapani, 1874 – Marsala, 15 aprile 1976) è stato un ingegnere e imprenditore italiano.
Pioniere dell'industria elettrica siciliana, fondò la prima centrale elettrica di Trapani ed una delle prime della Sicilia.

## Biografia
Dopo la laurea in ingegneria elettrotecnica conseguita il 26 ottobre del 1900 presso l'Instituto Eléctrotéchnique Montefiore di Liegi (Belgio) a 25 anni di età, torna in Sicilia dove fonda l'Officina Elettrica Trapanese. Questa piccola centralina, autentica start up del tempo, viene successivamente ceduta, dopo una dura competizione commerciale, ad una società concorrente dalle cospicue disponibilità finanziarie.
Trasferitosi a Marsala nel 1914, fonda e gestisce con successo l'Officina Elettrica Marsalese, resistendo ai tentativi egemonici da parte della SGES Società Generale Elettrica della Sicilia, fino alla nazionalizzazione dell'energia elettrica del 1962..
È a lungo consigliere comunale a Marsala per la DC, presidente della locale Banca del Lavoro e si prodiga in attività benefiche tra cui si ricorda la presidenza del locale Ospizio.
Muore a Marsala a 101 anni di età il 15 aprile del 1976.

## Riconoscimenti
Riceve molte onorificenze: Cavaliere della Corona d'Italia, Cavaliere Ufficiale al merito della Repubblica Italiana, Medaglia d'Oro del Premio “Vincenzo ed Ignazio Florio” dell'Unione delle Camere di Commercio, Industria ed Artigianato.
Nel 2012 la città, in segno di riconoscenza, gli ha dedicato un piazzale in ricordo dell impegno in favore della comunità e del territorio.